# 海蘭鎮區 (堪薩斯州摩里斯縣)
海蘭鎮區（英語：Highland Township）為美國堪薩斯州摩里斯縣轄下的鎮區。2010年美国人口普查中該鎮區人口有98人。

## 地理
海蘭鎮區涵蓋總面積為88.94平方（34.34平方英里），其中88.73平方（34.26平方英里）為陸地，0.21平方（0.081平方英里）或0.23%為水域。海拔高度430（1,410英尺）。

## 人口統計
根據2010年美國人口普查，海蘭鎮區人口有98人，住房47戶，人口密度為1.1人/每平方公里。此鎮區居民之種族中，白人有97人，非裔美國人有0人，美洲原住民有0人，亞裔美國人有0人，太平洋島裔美國人有0人，其他種族有0人，混血種族則有1人。此外此鎮區有0人為西班牙裔或拉丁裔美國人。

## 交通

### 主要公路
- 4號堪薩斯州州道
- 149號堪薩斯州州道